# しんみち家の人々
しんみち家の人々（しんみちけのひとびと）とは、1997年10月から1998年9月まで文化放送放送されたアニラジ番組である。野沢雅子と玄田哲章という、ラジオ番組への出演がもともと多くない大御所声優を起用した。

## パーソナリティ
- しんみち雅子（野沢雅子）
- しんみち哲章（玄田哲章）
- しんみち恭子（氷上恭子）

父・母・娘の「しんみち一家」という設定で、ゲストが来た際には関係した役柄（兄弟など）が与えられた。

## コーナー
さむさむの穴
だじゃれのショートコントコーナー。

## 企画CD

### しんみち家の人々
1998年3月21日発売。しんみち一家がはとバスツアーに出かけるというドラマCD。
1. オープニング　しんみち家の休日1「右手をごらんください」
2. キョン三態
3. 温泉トーク　パート1
4. 「カンコちゃんが来た!」（ゲスト：岩男潤子）
5. 「アニメ流し初登場!」（ゲスト：坂本英三）
6. 「おみまゆって何?」（ゲスト：麻績村まゆ子）
7. キョン三態
8. しんみち家の休日2「浅草・仲見世」
9. 温泉トーク　パート2
10. 「キョンとおばあちゃん」（ゲスト：金月真美）
11. 「千駄ヶ谷の彰くん」（ゲスト：石田彰）
12. 「ノンコ姉ちゃん、帰る」（ゲスト：日髙のり子）
13. キョン三態
14. しんみち家の休日3「柴又・帝釈天」
15. 温泉トーク　パート3
16. 「隣の向井さん」（ゲスト：向井真理子）
17. 「公開録音未公開バージョン」（ゲスト：石田彰、岩男潤子）
18. さむさむスペシャル
19. 未公開コント「キョンとおとうさん」
20. しんみち家の休日4「皇居・東京タワー」
21. キョン三態
22. エンディング「これにこりずに、どうかまたまたひとつ…」
23. アンコール「銀河鉄道999」（歌：坂本英三）

### しんみち家の人々2
1998年6月20日発売。しんみち一家の日常を描いたドラマCD。
1. 東京物語（オープニング）
2. さむさむ家族コント1
3. ハワイアン・トーク　パート1
4. 「鍋の日の陰陽師」（ゲスト：子安武人）
5. 「さすらいの靴磨き」（ゲスト：山口勝平）
6. 「恭子ちゃんをください」（ゲスト：池澤春菜）
7. しんみち恭子、しんみち家を語る。
8. ハワイアン・トーク　パート2
9. 「セクシーセールスレディー」（ゲスト：冬馬由美）
10. 「キョンとブタとアライグマ」（ゲスト：かないみか）
11. 「無銭飲食の理由」（ゲスト：千葉繁）
12. しんみち哲章、しんみち家を語る。
13. ハワイアン・トーク　パート3
14. 「帰ってきたお兄ちゃん」（ゲスト：古谷徹）
15. さむさむスペシャル
16. しんみち雅子、しんみち家を語る。
17. さむさむ家族コント2
18. 東京物語（エンディング）
19. 薔薇は美しく散る（坂本英三）